# Biomédica
Biomédica es una revista científica, publicada por el Instituto Nacional de Salud de Colombia que publica trabajos en biomedicina y medicina tropical desde el año 1981. Publica artículos en español que se pueden descargar en texto completo de su sitio web. 

## Origen
Fue creada por el Dr. Miguel Antonio Guzmán Urrego (1933-2019) y formalizada mediante resolución número 003768 de 1981.

## Últimos años
Está incluida en las bases de datos Pubmed y Scielo. En el año 2018 tuvo un índice H de 24.
A partir de 2018, se publica únicamente en formato digital en su sitio web.
Los números más recientes de la revista, desde el Vol. 39 Núm. 3 (2019)  también están disponibles en PubMed Central